# Ford Köln

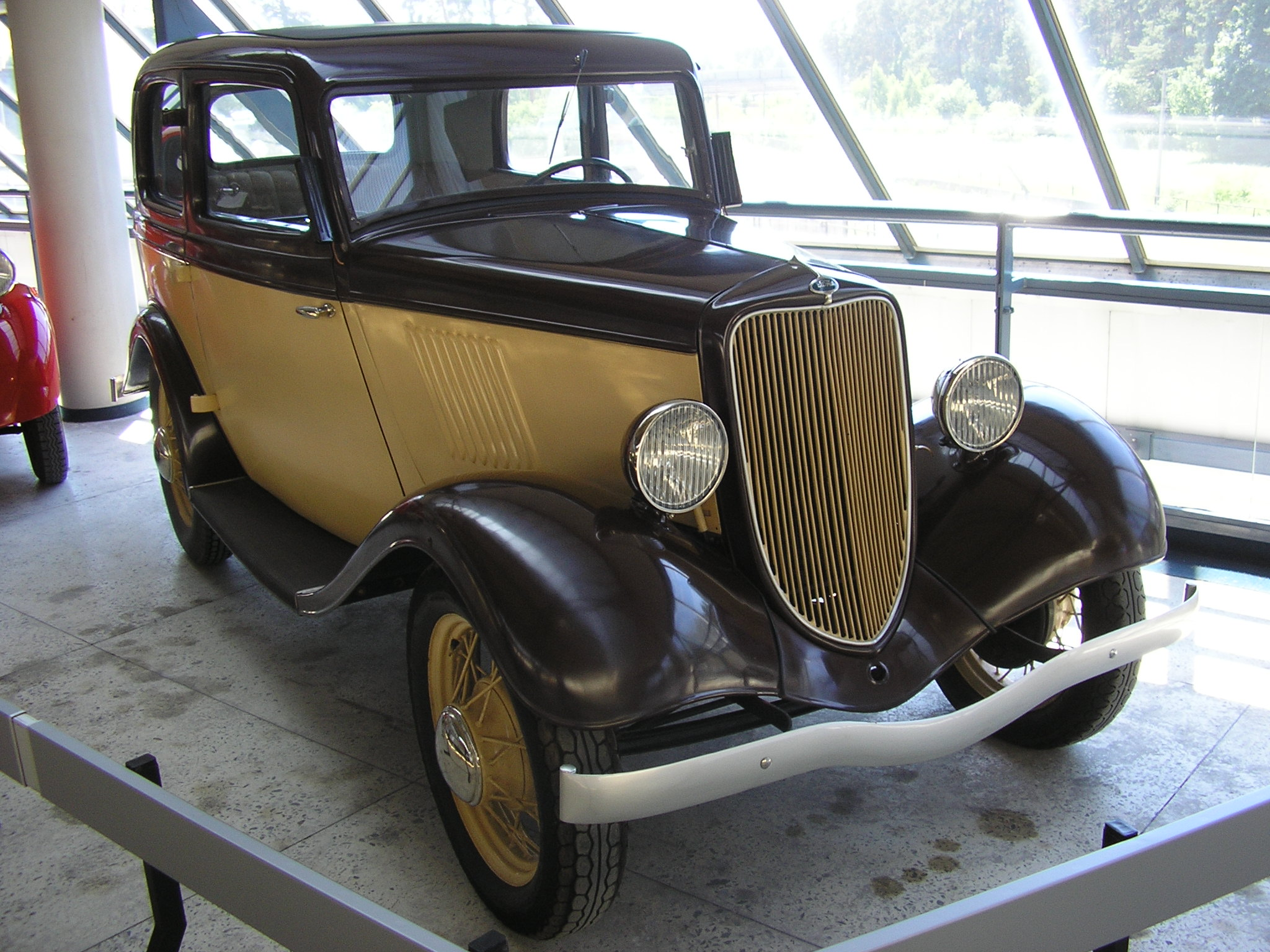
Ford Köln Y de 1933 au Motormusée de Riga.

Cet article concerne la voiture de tourisme des années 1930. Pour la série de camions Ford Köln des années 1950, voir Ford FK 1000 et Ford FK.
La Ford Köln est une automobile qui a été produite par Ford-Werke AG de 1933 à 1936 dans son usine de Cologne.

## Origines
La société Ford Grande-Bretagne avait développé la voiture et l'avait présentée en 1932 sous le nom de Ford Model Y. La version construite en Allemagne, rebaptisée Ford Köln pour souligner la provenance allemande du véhicule, a été vue pour la première fois au Salon de l'automobile de Berlin en 1933. Le nom vient du nom allemand de la ville de Cologne. Les premières voitures ont été construites avec des composants et d'autres supports provenant de la société anglaise associée, mais au cours de la première année de production, les composants étaient de plus en plus achetés localement.

## Évolution
Par la suite, la société allemande a proposé des voitures à carrosserie alternatives par rapport à sa propre conception, y compris notamment, en 1934/35, une "Cabrio-Limousine" à toit ouvert et bon marché qui utilisait une construction à ossature en bois avec un revêtement en cuir synthétique à la manière de certaines des plus petites DKW et Adler. Cette offre spéciale était présentée en tant que "voiture pour tout le monde" ("Wagen für Jedermann") et son prix était de 1 850 marks en 1935, soit 360 marks de moins que le prix annoncé par le fabricant pour la berline deux portes à carrosserie normale.

## Spécifications techniques
La Köln avait un moteur quatre cylindres à quatre temps de 933 cm3 développant 21 ch (16 kW) à 3 400 tr/min. La vitesse maximale était de 85 km/h (53 mph). Elle avait une boîte de vitesses à trois vitesses (plus marche arrière) avec synchronisation sur les deuxième et troisième vitesses. C'était une petite voiture pesant, sous forme de châssis nu, seulement 540 kg (1 190 livres) : une voiture vide équipée d'une carrosserie pesait entre 700 kg (1 543 livres) et 750 kg (1 653 livres).

## Commercialisation
La réaction du public face à la voiture était tiède en raison d'une suspension avant à essieu rigide et d'un style de carrosserie perpendiculaire qui était désormais perçu comme démodé. Dans sa catégorie, la voiture fait face à une forte concurrence, principalement de la part d'Opel, DKW et Adler : commercialement, la Ford Köln, avec 11 121 voitures produites entre 1933 et 1936, n'a pas été un grand succès. Adler a produit 24 013 Trumpf Junior de taille similaire en moins de deux ans entre 1934 et 1935. Les volumes de ventes de la Ford Köln ont également été décevants par rapport aux 153 117 unités du modèle équivalent produit par Ford Grande-Bretagne.
En 1935, la Ford Köln a été remplacée par la Ford Eifel qui était une voiture plus grande (basée sur la Model C britannique).